# Before I Decay
"Before I Decay" é o décimo sexto single da banda japonesa The Gazette, lançado em 7 de outubro de 2009. A música foi utilizada na versão japonesa do filme Velozes e Furiosos 4. Não foi incluída em nenhum álbum de estúdio da banda, mas entrou no álbum de compilação de 2022 Heterodoxy -Divided 3 Concepts-.

## Promoção e lançamento
"Before I Decay" foi anunciado em julho de 2009, enquanto The Gazette estava na turnê Dim Scene. O videoclipe foi lançado no Myspace da banda no dia 12 de setembro. O single foi lançado em duas edições: a regular, contendo apenas o CD com três faixas, e a limitada que acompanha um DVD bônus com o videoclipe da faixa título.

## Desempenho comercial
O single alcançou a segunda colocação na Oricon Singles Chart semanal com 28.546 cópias vendidas na primeira semana.

## Faixas
Edição regular
| N.º | Título             | Duração |  |
| 1.  | "Before I Decay"   | 3:44    |  |
| 2.  | "Mayakashi" (瞞し) | 4:05    |  |

Edição limitada
| DVD bônus |                               |         |  |
| N.º       | Título                        | Duração |  |
| 1.        | "Before I Decay" (Videoclipe) | 3:44    |  |

## Ficha técnica
- Ruki – vocais
- Uruha – guitarra solo
- Aoi – guitarra rítmica
- Reita – baixo
- Kai – bateria